# Йосипівська сільська рада (Баранівський район)
Йосипівська сільська рада (до 1946 року — Юзефівська сільська рада) — колишня адміністративно-територіальна одиниця та орган місцевого самоврядування у Баранівському і Новоград-Волинському районах Волинської округи, Київської й Житомирської областей Української РСР та України з адміністративним центром у с. Йосипівка.

## Населені пункти
Сільській раді були підпорядковані населені пункти:
- с. Йосипівка
- с. Табори

## Населення
Кількість населення ради, станом на 1923 рік, становила 1 326 осіб, кількість дворів — 265.
У 1926 році чисельність населення сільської ради становила 678 осіб.
Кількість населення ради, станом на 1931 рік, становила 1 610 осіб.
Відповідно до результатів перепису населення СРСР, кількість населення ради, станом на 12 січня 1989 року, становила 740 осіб.
Станом на 5 грудня 2001 року, відповідно до перепису населення України, кількість мешканців сільської ради становила 775 осіб.

## Склад ради
Рада складалася з 14 депутатів та голови.

## Керівний склад сільської ради
| ПІБ                          | Основні відомості                                             | Дата обрання | Дата звільнення |
| ---------------------------- | ------------------------------------------------------------- | ------------ | --------------- |
| Грановський Олег Миколайович | Сільський голова , 1967 року народження, освіта, безпартійний | 26.03.2006   | 31.10.2010      |
| Грановський Олег Миколайович | Сільський голова , 1967 року народження, освіта               | 31.10.2010   |                 |

Примітка: таблиця складена за даними джерела

## Історія
Створена 1923 року, з назвою Юзефівська сільська рада, в складі сіл Юзефівка Баранівської волості та Середня Смолдирівської волості Новоград-Волинського повіту Волинської губернії. Станом на 1 жовтня 1941 року на обліку перебуває урочище Дерманка, с. Середня значиться в складі Зеремлянської сільської ради Баранівського району.
7 червня 1946 року, відповідно до указу Президії Верховної ради Української РСР «Про збереження історичних найменувань та уточнення і впорядкування існуючих назв сільрад і населених пунктів Житомирської області», сільську раду перейменовано на Йосипівську через перейменування її адміністративного центру на с. Йосипівка.
Станом на 1 вересня 1946 року Йосипівська сільська рада входила до складу Баранівського району Житомирської області, на обліку в раді перебувало с. Йосипівка.
11 серпня 1954 року, внаслідок виконання указу Президії Верховної ради Української РСР «Про укрупнення сільських рад по Житомирській області», до складу ради приєднано с. Табори ліквідованої Таборівської сільської ради Баранівського району.
На 1 січня 1972 року сільська рада входила до складу Баранівського району Житомирської області, на обліку в раді перебували села Йосипівка і Табори.
Припинила існування 30 грудня 2016 року через об'єднання до складу Баранівської міської територіальної громади Баранівського району Житомирської області.
Входила до складу Баранівського (7.03.1923 р., 8.12.1966 р.) та Новоград-Волинського (30.12.1962 р.) районів..